# サンダタンジュウ
サンダタンジュウ（学名：Bothriodon sandaensis）は、2004年に日本の兵庫県三田市で発見されたアントラコテリウム科ボトリオドン属の種。6本の臼歯を含む歯骨（下顎）の一部が発見されており、体長は約1.5メートルと推定される。約3700万年前にあたる古第三系始新統の地層から化石が産出しており、バク上科の哺乳類化石とも共産した。

## 発見と命名
2004年5月に兵庫県三田市富士が丘の道路工事現場で草食動物の足跡やバク上科の化石とともに炭獣の化石が発見された。産出した地層である吉川層は神戸層群に属するものであり、三田市付近の神戸層群は先行研究で凝灰岩の放射年代から約3700万年前の地層として推定されていた。こうした詳細な年代決定な古第三紀の哺乳類化石産地は、アジアにおいては三田市周辺とミャンマーのポンダウンの2産地しか存在せず、希少性を示唆している。また、複数種の哺乳類化石が産出した古第三紀哺乳類産地としても日本で4例目となる。
発見された化石は博物館ボランティアの力も借りて2004年5月24日に採集され、MNHAH D1-029182の標本番号で管理された。標本は下顎の第二～四小臼歯と第一～三大臼歯を保存した、ほぼ完全な下顎頬歯列を伴う歯骨からなる。人と自然の博物館研究員の三枝春生と松原尚志、林原自然科学博物館の鍔本武久、京都教育大学の田中里志らが研究した結果、従来の種と歯の並びや間隔に違いが認められるとして、2007年に日本地質学会の雑誌『Island Arc』16巻3号（2007年8月24日オンライン発行）にボトリオドン属の新種Bothriodon sandaensisとして記載された。本種はボトリオドン属の中でも初期の種として位置づけられる。